# MV Agusta 350 Tres cilindros
La MV Agusta 350 Tres cilindros es una motocicleta de carreras fabricada por MV Agusta para competir en el Campeonato del Mundo de 350 cc.

## Historia
En 1965, MV Agusta utilizó el nuevo motor 350 de tres cilindros, pero la fiabilidad era un problema. MV tenía dos pilotos principales: Mike Hailwood y Giacomo Agostini, quienes se quitaron puntos entre sí, mientras que Honda se centró en Jim Redman. En la primera carrera de la temporada de 350 cc en Nürburgring, Agostini ganó por delante de su compañero de equipo y de Gustav Havel en una Jawa, mientras que Redman (Honda) se cayó bajo la lluvia y se rompió la clavícula. Durante el Junior TT, Redman logró su tercera victoria consecutiva, a pesar de que Hailwood logró tener una ventaja de 20 segundos en la vuelta de apertura con la nueva MV de tres cilindros. Luego de una larga parada en boxes, Redman tomó la delantera. La MV Agusta de Hailwood se detuvo en Sarah's Cottage en la cuarta vuelta, dándole a Redman la victoria. Phil Read fue segundo con la Yamaha de 250 cc y Agostini ocupó el tercer lugar después de que Derek Woodman con la MZ se retirara en la última vuelta.
En Assen, Redman volvió a ganar, con Hailwood en segundo lugar y Agostini en tercero. En Alemania del Este, tanto Hailwood como Agostini abandonaron. Redman ganó la carrera, Woodman (MZ) quedó en segundo lugar y Havel (Jawa) quedó en tercer lugar. En Checoslovaquia, ambas MV Agustas se retiraron nuevamente. Redman ganó nuevamente por delante de Woodman. Después de dos carreras sin puntuar, MV Agusta no participó en el Gran Premio de Úlster de 350 cc. En retrospectiva, esto resultó ser un gran error ya que Honda tampoco participó. MV Agusta no tenía la intención de viajar al Gran Premio de Finlandia, pero cuando Redman se rompió la clavícula en Úlster, MV aprovechó la ventaja y participó. Agostini ganó la carrera de 350 cc por delante del segundo hombre de Honda, Bruce Beale. Honda cometió un error al hacerle saber a Redman que no habría motocicletas en Monza, por lo que se quedó en Rhodesia. Al final resultó que una Honda de 350 cc estaba lista para Redman en Monza, pero se mantuvo al margen. Agostini ganó la carrera, que comenzó en seco. Llovió en las últimas vueltas, causando la caída de Hailwood. Al igual que en la clase de 125cc, dos pilotos estaban empatados en 32 puntos antes del comienzo de la carrera de 350 cc en Suzuka: Jim Redman y Giacomo Agostini. Se esperaba una carrera emocionante por el título mundial, pero el motor de Agostini comenzó a funcionar mal debido a una ruptura del resorte del interruptor de encendido. Hailwood tomó la iniciativa y Redman se contentó con seguirlo además una abeja lo había picado por encima del ojo justo antes del comienzo de la carrera y su ojo estaba casi cerrado. El segundo lugar fue suficiente para que Redman ganara el título mundial.
Mike Hailwood pasó a Honda en 1966. En la primera carrera de la temporada del campeonato del mundo de 350 cc, el Gran Premio de Alemania en el Hockenheimring, Giacomo Agostini se retiró y Mike Hailwood ganó con la Honda RC 173. En Francia, Hailwood volvió a ganar, con Agostini 20 segundos atrás. En Assen, Hailwood estableció un nuevo récord de vuelta rápida en la práctica, un segundo más rápido que su propio récord de vuelta que había establecido en 1965 con una MV Agusta de 500 cc. En la carrera, en condiciones de lluvia y viento, Hailwood ganó con Agostini 45.2 segundos detrás. En Alemania del Este, Hailwood participó en las categorías de 250, 350 y 500 cc. Esto implicaba correr más de 500 km en un solo día, algo que no estaba permitido. Hailwood tuvo que reemplazar a Jim Redman en la carrera de 500 cc y, debido a que había ganado todas las carreras anteriores en la categoría de 350 cc, no participó en la carrera. Agostini ganó la carrera cómodamente sin la oposición de Honda.
Una batalla muy cerrada entre Hailwood y Agostini tuvo lugar en Checoslovaquia, con Hailwood finalmente logrando la victoria. La carrera de 350cc en Imatra, Finlandia, fue ganada por Hailwood, mientras que Agostini tuvo que abandonar. El Gran Premio del Úlster de 350 cc fue disputado sobre mojado y Hailwood no tuvo problemas y ganó cómodamente. Con esta victoria, Hailwood se aseguro su séptimo título mundial. La Honda de Hailwood no funcionó bien durante el Junior TT. En Ballacraine, después de conducir durante 13 km, Agostini lo adelantó habiendo comenzadó 20 segundos después de él. Agostini ganó la carrera. En Monza, Hailwood no corrió y Agostini consiguió su tercera victoria de la temporada.
Solo MV Agusta y Benelli trajeron motocicletas de 350 cc para la temporada de 1967. Honda utilizó la RC 174, una seis cilindros de 250 cc llevada hasta los 297 cc. Hailwood ganó el Gran Premio de Alemania de 350 cc con Giacomo Agostini casi un minuto atrás con su MV Agusta. Después de la primera vuelta del TT Junior, Hailwood tenía 48 segundos de ventaja sobre Agostini, y al final de la carrera más de tres minutos de ventaja. Hailwood volvió a ganar en Assen, en Sachsenring y en Brno asegurando el título mundial. En Úlster, Hailwood se concentró en las clases en las que aún no era campeón mundial, 250 y 500 cc, y Ralph Bryans montó su Honda de seis cilindros. Bryans lideró durante cinco vueltas, pero fue superado por Agostini, quien rápidamente estableció una ventaja. Ahora con el título decidido a favor de Honda, la carrera de 350 cc en Monza fue más por el honor italiano para Agostini y Renzo Pasolini (Benelli). tuvieron una pelea difícil, pero por el segundo lugar ya que Ralph Bryans ya estaba muy por delante con la Honda. Lamentablemente ambos se vieron obligados a abandonar la carrera. Agostini no disputó el Gran Premio de Japón.
Honda se retiró del campeonato mundial después de la temporada 1967 y nuevamente, como en 1958, MV Agusta tuvo poca resistencia en la temporada 1968. Honda le pagó a Hailwood £50,000 para no correr con otro equipo. Renzo Pasolini con la Benelli fue el competidor más peligroso, pero Agostini igualmente ganó los siete grandes premios de la temporada, incluso a veces doblando a toda la parrilla.
En la temporada 1969, Yamaha tenía lista su TR 2, pero la motocicleta no representaba una verdadera amenaza para Agostini con su MV Agusta. Bill Ivy comenzó la temporada con su nueva Jawa 350 cc V4. La Jawa era rápida, pero poco confiable haciendo que Ivy chocara contra un muro a causa de un fallo de la motocicleta, falleciendo durante la práctica para el Gran Premio de Alemania del Este. Agostini ganó las primeras ocho carreras, pero como el Conde Agusta no estaba de acuerdo con el traslado del Gran Premio de las Naciones a Imola, no corrió allí. Esto permitió que Phil Read ganara con la Yamaha. En Opatija, Agostini no se presentó y Silvio Grassetti ganó con la Jawa 350 cc V4.
MV Agusta dominó en la temporada de 1970. Agostini ganó todas las carreras en las que participó en las categorías de 350 y 500 cc, excepto la última carrera en España en donde no participó. Su nuevo compañero de equipo Angelo Bergamonti ganó ambas clases en España haciendo que MV Agusta ganara las veintiún carreras entre las categorías de 350 y 500 cc (diez de 350 cc y once de 500cc). 
La temporada de 1971 comenzó tristemente para MV Agusta, Angelo Bergamonti murió en un accidente durante una carrera de pretemporada en Riccione. Agostini ganó en Austria, Alemania, los Países Bajos, Alemania del Este, Suecia y Finlandia. Su motocicleta sufrió averías en el TT de la Isla de Man, Checoslovaquia y en las Naciones (donde Alberto Pagani piloto las motocicletas destinadas a Angelo Bergamonti). Agostini no compitió en Úlster y en España, pero sus seis victorias le dieron el campeonato. Yamaha comenzó a mostrar un gran desafío en forma de Jarno Saarinen y de la nueva Yamaha TR3. Su primera victoria fue en el Gran Premio de Checoslovaquia de 350 cc después de que la motocicleta de Agostini tuviera una falla mecánica. Terminó segundo después detrás de Agostini en el Gran Premio de Finlandia antes de ganar el Gran Premio de las Naciones en Italia. Saarinen terminó segundo detrás de Agostini en el Campeonato del Mundo de 350cc.

## Resultados

### Campeonato del Mundo de Motociclismo
(Clave) (negrita indica pole position) (cursiva indica vuelta rápida)

| Año  | Equipo                 | N.º | Piloto            | 1   | 2   | 3   | 4   | 5   | 6   | 7   | 8   | 9   | 10  | 11  | 12  | Puntos    | C.P. | Puntos    | C.C. | Nt.     |
| ---- | ---------------------- | --- | ----------------- | --- | --- | --- | --- | --- | --- | --- | --- | --- | --- | --- | --- | --------- | ---- | --------- | ---- | ------- |
| 1965 | MV Agusta Repato Corse |     |                   | GER | IOM | NED | DDR | CZE | ULS | FIN | NAT | JPN |     |     |     |           |      |           |      |         |
| 1965 | MV Agusta Repato Corse |     | Mike Hailwood     | 2   | Ret | 2   | Ret | Ret |     |     | Ret | 1   |     |     |     | 20        | 3.º  | 38 (42)   | 2.º  | [ n 1 ] |
| 1965 | MV Agusta Repato Corse |     | Giacomo Agostini  | 1   | 3   | 3   | Ret | Ret |     | 1   | 1   | 5   |     |     |     | 32 (34)   | 2.º  | 38 (42)   | 2.º  | [ n 1 ] |
| 1966 | MV Agusta Repato Corse |     |                   | GER | FRA | NED | DDR | CZE | FIN | ULS | IOM | NAT | JPN |     |     |           |      |           |      |         |
| 1966 | MV Agusta Repato Corse |     | Giacomo Agostini  | Ret | 2   | 2   | 1   | 2   | Ret | 2   | 1   | 1   |     |     |     | 42 (48)   | 2.º  | 42 (48)   | 2.º  | [ n 2 ] |
| 1967 | MV Agusta Repato Corse |     |                   | GER | IOM | NED | DDR | CZE | ULS | NAT | JPN |     |     |     |     |           |      |           |      |         |
| 1967 | MV Agusta Repato Corse | 2   | Giacomo Agostini  | 2   | 2   | 2   | 2   | 7   | 1   | Ret |     |     |     |     |     | 32        | 2.º  | 32        | 2.º  | [ n 3 ] |
| 1968 | MV Agusta Repato Corse |     |                   | GER | IOM | NED | DDR | CZE | ULS | NAT |     |     |     |     |     |           |      |           |      |         |
| 1968 | MV Agusta Repato Corse | 2   | Giacomo Agostini  | 1   | 1   | 1   | 1   | 1   | 1   | 1   |     |     |     |     |     | 32 (56)   | 1.º  | 32 (56)   | 1.º  | [ n 4 ] |
| 1969 | MV Agusta Repato Corse |     |                   | ESP | GER | IOM | NED | DDR | CZE | FIN | ULS | NAT | YUG |     |     |           |      |           |      |         |
| 1969 | MV Agusta Repato Corse | 1   | Giacomo Agostini  | 1   | 1   | 1   | 1   | 1   | 1   | 1   | 1   |     |     |     |     | 90 (120)  | 1.º  | 90 (120)  | 1.º  | [ n 5 ] |
| 1970 | MV Agusta Repato Corse |     |                   | GER | YUG | IOM | NED | DDR | CZE | FIN | ULS | NAT | ESP |     |     |           |      |           |      |         |
| 1970 | MV Agusta Repato Corse | 1   | Giacomo Agostini  | 1   | 1   | 1   | 1   | 1   | 1   | 1   | 1   | 1   |     |     |     | 90 (135)  | 1.º  | 90 (150)  | 1.º  | [ n 6 ] |
| 1970 | MV Agusta Repato Corse | 6   | Angelo Bergamonti |     |     |     |     |     |     |     |     | 2   | 1   |     |     | 27        | 7.º  | 90 (150)  | 1.º  | [ n 6 ] |
| 1971 | MV Agusta Repato Corse |     |                   | AUT | GER | IOM | NED | DDR | CZE | SWE | FIN | ULS | NAT | ESP |     |           |      |           |      |         |
| 1971 | MV Agusta Repato Corse | 1   | Giacomo Agostini  | 1   | 1   | Ret | 1   | 1   | Ret | 1   | 1   |     | Ret |     |     | 90        | 1.º  | 90        | 1.º  | [ n 7 ] |
| 1971 | MV Agusta Repato Corse |     | Alberto Pagani    |     |     |     |     |     |     |     |     |     | Ret |     |     | 0         | NC   | 90        | 1.º  | [ n 7 ] |
| 1972 | MV Agusta Repato Corse |     |                   | GER | FRA | AUT | NAT | IOM | YUG | NED | DDR | CZE | SWE | FIN | ESP |           |      |           |      |         |
| 1972 | MV Agusta Repato Corse | 1   | Giacomo Agostini  | 2   | 4   | 1   | 1   | 1   | Ret | 1   | Ret | Ret | 1   | 1   |     | 102 (110) | 1.º  | 102 (110) | 1.º  | [ n 8 ] |
| 1972 | MV Agusta Repato Corse | 16  | Phil Read         |     |     |     | 4   | Ret | 3   | 5   | 1   |     | 2   |     |     | 51        | 5.º  | 102 (110) | 1.º  | [ n 8 ] |
| 1972 | MV Agusta Repato Corse |     | Alberto Pagani    | 8   |     |     |     |     |     |     |     |     |     |     |     | 3         | 30.º | 102 (110) | 1.º  | [ n 8 ] |
| 1973 | MV Agusta Repato Corse |     |                   | FRA | AUT | GER | NAT | IOM | YUG | NED | CZE | SWE | FIN | ESP |     |           |      |           |      |         |
| 1973 | MV Agusta Repato Corse | 1   | Giacomo Agostini  | 1   | Ret | Ret | 1   |     | DNS | 1   | 2   | 2   | 1   |     |     | 84        | 1.º  | 84        | 2.º  | [ n 9 ] |
| 1973 | MV Agusta Repato Corse | 5   | Phil Read         | 2   | Ret | Ret |     |     | DNS | 2   | 3   | 3   | 2   |     |     | 56        | 3.º  | 84        | 2.º  | [ n 9 ] |